# Imre Tagscherer
Imre Tagscherer (* 25. Mai 1972 in Budapest) ist ein ehemaliger ungarischer Biathlet und Skilangläufer. Zwischen 1995 und 2015 nahm er an 18 Olympischen Winterspielen und Weltmeisterschaften teil.
Imre Tagscherer arbeitet als Mechaniker und lebt in Budapest. Biathlon betrieb er ab 1986. 1992 wurde er in den Nationalkader Ungarns berufen. Er startete für den KSI ski club und trainierte sich selbst. Sein Bruder Zoltán Tagscherer war ebenfalls Biathlet und Skilangläufer.
Tagscherer debütierte 1993 bei einem Einzel in Antholz im Biathlon-Weltcup und belegte dort Rang 99. In diesem Bereich pendelten sich die Leistungen des Ungarn ein, nur selten konnte er nennenswert bessere Ergebnisse erreichen. Die erste Biathlon-Weltmeisterschaften, an der der Athlet teilnahm, wurden 1995 ebenfalls in Antholz ausgetragen. Wie auch ein Jahr später in Ruhpolding startete er nur in der Staffel, mit der er jedes Mal 22. wurde. 1997 in Osrblie, 2000 in Oslo, 2001 in Pokljuka, 2004 in Oberhof, 2005 in Hochfilzen, 2007 in Antholz, und 2008 in Östersund, startete er im Einzel und im Sprint, konnte sich aber nie für ein Verfolgungsrennen qualifizieren. 1999 trat er nur im Einzel an. Dort erreichte er als 77. auch sein bestes Ergebnis bei einer WM. In Einzel und Sprint startete Tagscherer auch 2002 in Salt Lake City (70. und 75.), 2006 in Turin (77. und 74.) und 2010 in Vancouver (82. und 80.) bei den Olympischen Spielen. Beste Platzierung im Weltcup wurde Platz 67 im Sprint, zweimal erreicht 1999 in Valcartier und Lake Placid.
Neben dem Biathlon startete Tagscherer von 2001 bis 2015 auch vereinzelt im Skilanglauf. Trat er zunächst nur in FIS-Rennen an, wurde er 2002 bei den Olympischen Spielen im Sprint nominiert und erreichte Rang 48. Bei der Nordischen-Ski-WM 2007 in Sapporo startete der Ungar im Sprint (61.), mit seinem Bruder im Teamsprint (18.) und über 15 Kilometer (72.). In den folgenden Jahren belegte er bei den Nordischen Skiweltmeisterschaften 2009 in Liberec den 87. Platz im Sprint, bei den Nordischen Skiweltmeisterschaften 2011 in Oslo den 95. Rang im Sprint, bei den Nordischen Skiweltmeisterschaften 2013 im Val di Fiemme den 107. Platz über 15 km Freistil und bei den Nordischen Skiweltmeisterschaften 2015 in Falun den 93. Platz über 15 km Freistil.

## Biathlon-Weltcup-Platzierungen
Die Tabelle zeigt alle Platzierungen (je nach Austragungsjahr einschließlich Olympische Spiele und Weltmeisterschaften).
- 1.–3. Platz: Anzahl der Podiumsplatzierungen
- Top 10: Anzahl der Platzierungen unter den ersten zehn (einschließlich Podium)
- Punkteränge: Anzahl der Platzierungen innerhalb der Punkteränge (einschließlich Podium und Top 10)
- Starts: Anzahl gelaufener Rennen in der jeweiligen Disziplin

| Platzierung         | Einzel | Sprint | Verfolgung | Massenstart | Team | Staffel | Gesamt |
| ------------------- | ------ | ------ | ---------- | ----------- | ---- | ------- | ------ |
| 1. Platz            |        |        |            |             |      |         |        |
| 2. Platz            |        |        |            |             |      |         |        |
| 3. Platz            |        |        |            |             |      |         |        |
| Top 10              |        |        |            |             |      |         |        |
| Punkteränge         |        |        |            |             | 1    | 3       | 4      |
| Starts              | 40     | 94     |            |             | 1    | 4       | 139    |
| Stand: Karriereende |        |        |            |             |      |         |        |